# 로치데일 AFC

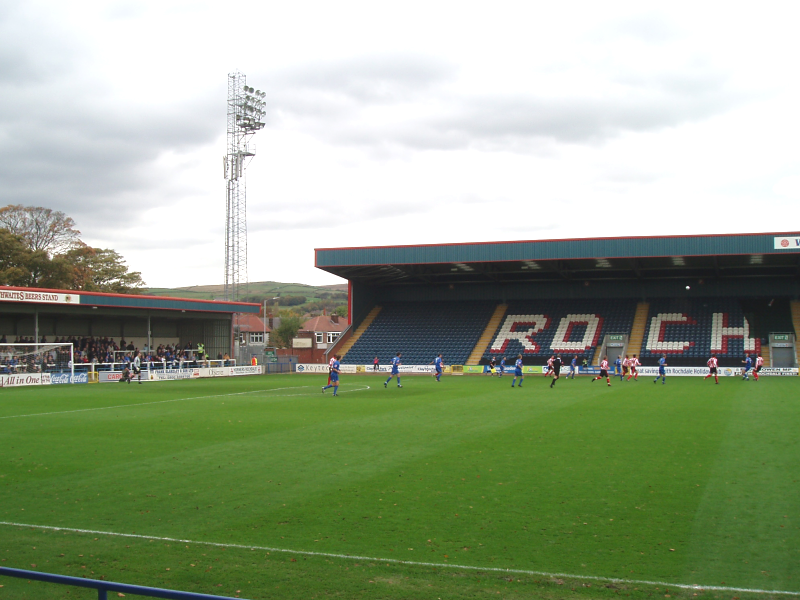

로치데일 AFC(Rochdale Association Football Club)는 잉글랜드 그레이터맨체스터주 로치데일을 연고로 하는 축구 클럽이다.

## 선수 명단

### 현역
참고: FIFA 자격 규정에 따라 소속된 국가대표팀 국기를 표시합니다. 선수는 복수의 FIFA 비회원국 국적을 가지고 있을 수 있습니다.
| 번호 | 포지션 | 국적     | 이름               |
| ---- | ------ | -------- | ------------------ |
| 6    | DF     | 잉글랜드 | 에단 이뱅크스 랜들 |
| 10   | FW     | 잉글랜드 | 더반테 로드니      |

| 번호 | 포지션 | 국적 | 이름 |
| ---- | ------ | ---- | ---- |